# The Noname
The Noname樂隊（又名：No Name）于2001年12月31日成立，是一支由主唱姚睿Ray領軍，来自中国西安的朋克摇滚乐队。其音乐主要风格为80's朋克搖滾及硬核搖滾且带有律性高度唱腔的音樂混合而成。国内外发行过数张音乐唱片，并在欧美各地进行过数次巡回演出。

## 樂隊介紹

### 早期（1997-2001）
樂隊主唱兼創作核心姚睿Ray在中國西安市1998年組成憤怒的旁观者樂隊并于1999年初更名為妖蕊（EvilHeart），2001年底The Noname乐队組建。

### 西安朋克時代（2002-2006）
2003年底樂隊參與了西安獨立廠牌“時音唱片”合集的錄製，發行了单曲《No Name》。同时也收錄了妖蕊EvilHeart樂隊單曲《Where To Go》；

2004年7月樂隊發行首張EP《We Don't Need That Shit!!!》,隨後樂隊巡演了中國六大城市巡演；

2005年韓國ChaosClass Records發行的“Next Generation”合輯收錄了乐队的兩首單曲；

2006年初樂隊錄製並發行了第二張EP《Get Free》；

2006年11月乐队簽約德國朋克廠牌Razorblade Music，公司合作朋克搖滾樂隊包括Action、SS-Kaliert、HellRatz等。

### 在北京（2007-2013）
2007年主唱携乐队移居北京，5月作為第一支OLD SCHOOL朋克风格的乐队簽約國內唱片公司摩登天空，发行了中国版首张专辑《Sick And Tired...》，此专辑特邀古筝录制及演奏嘉宾为布衣乐队的吉他／古筝：张巍，并在摩登天空音乐节登台表演。之後日本的人民唱片也發行了專輯《Sick And Tired...》；

2008年3月乐队进行了首次歐洲巡演，5月起又一次进行中国全国巡演；

2009年初乐队與美國Punk Core唱片的The Scarred乐队一起發行了一張Split EP，歐洲由Contra Records發行，與此同時馬來西亞的Corerockmoon唱片再版發行了《Sick And Tired...》；

2009年5月樂隊作為英國樂隊Sham 69的中國巡演特邀嘉賓，並得到茵寶的全力贊助支持；

同年糖衣文化與小子联盟长篇聯合發行樂隊最新EP《Who Will Survive》,本EP包含兩人混音版，由走了樂隊李炎（PetFace）完成。8月参加由飞行者唱片举办的"Summer Pilot 2009夏日领航音乐季"；

2010年樂隊进行首次英國巡演；並與Sham 69樂隊一起在迷笛音樂節表演。

2011年小子联盟唱片与视袭音乐联手著名音乐人王啸坤个人的摇滚厂牌DAN发行The Noname/Dancers/Fire Panda三支樂隊的Split EP；

2012年初由美國導演Darryl拍攝的以樂隊新歌為主題的音樂電影《Dragon City》在美國上映；

2013年由SHAM 69和The Noname出境的巡迴紀錄片《This Band Is So Gorgeous》在英國上映。同年由美國廠牌EvacuateRecords發起的團結合輯《PUNK AID：Jakartacalling》收錄了樂隊最新單曲《We Don't Need Your Rules》。

### 停滯及個人时期（2014–2018）
樂隊於2014年至2017年返回西安，暫時停止所有活動；

2017年底到2018年初，姚睿Ray以個人身份發行了一张EP《In Your Heart》。

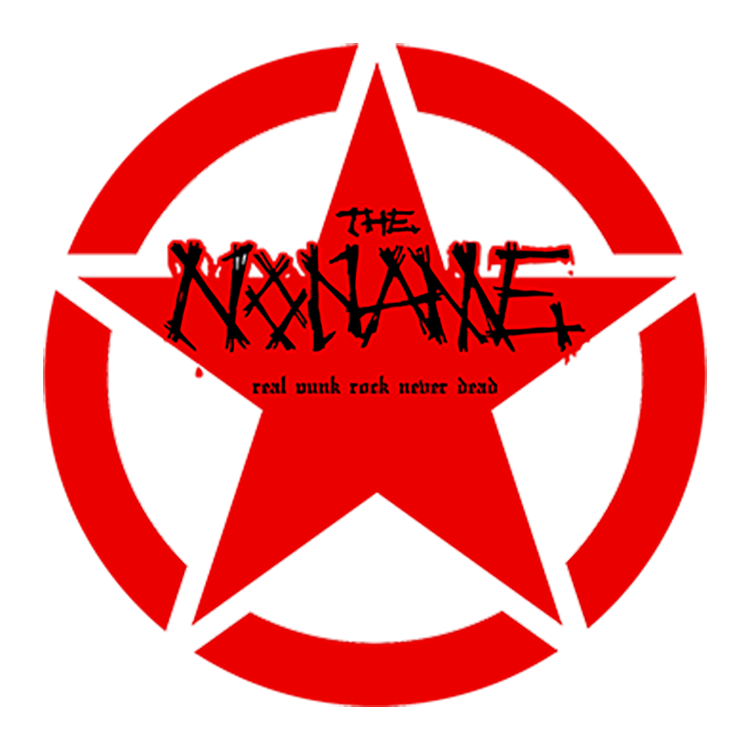
The Noname Star Logo

### 重生與发展（2019年至今）
樂隊於2019年底回歸並於2020年獲得Gibson支持；

2020年10月樂隊發行致敬單曲《Bad Moon Rising(CCR Cover)》，12月發行新單曲《Get Free(Acoustic)》；并得到光释能量饮料（英文：XRay Energy）的赞助支持；

2020年底樂隊單曲"Get Free"獲得Mordam Rocks Awards 2020年度最佳單曲獎項；

2021年樂隊成立20週年之际，德國廠牌Smith & Miller Records发行了《Best Of 2001-2021/ 20th Anniversary》LP雙黑膠（彩塑）及數字專輯，小子联盟唱片Kids-Union Records在中國/亞洲地区发行，北美发行公司则為Mordam Music；專輯封面及周邊設計作品由德國設計師CorMania與柏林朋克搖滾樂隊Bad Co. Project的主唱共同創作；

2021年7月樂隊發行新單曲《No Weed/草无味》及MV；

2021年11月與美國樂隊Big D and the Kids Table發布名為《Boston To Xi'An》的Split 7" Ep，包含兩首新單曲“Godsend 天賜303”及“Xi'An/Ray's Coming”MV。薩克斯手兼製作人為Reel Big Fish乐队的Matt Appleton。

## 樂隊成員
現成員
- 姚睿Ray – lead vocals（2001– ）
- 马多Mars – guitar, backing vocals（2003–2004,2009–2012,2019– ）
- 康立Kangli – guitar, backing vocals（2022– ）
- 王智明B2 – bass guitar（2021– ）
- 马紫峰 – drums（2021– ）

前成員
- 李畅Chang Li – guitar, backing vocals（2007–2009）
- 佟博宏BoHong Tong – guitar（2007）
- 谢洪泉Quaner – guitar, backing vocals（2005–2006）
- 胡凯Kai Hu – guitar, backing vocals（2004）
- 冉欣Xin Ran -  guitar（2002–2003）
- 董桦Hua Dong – guitar, backing vocals（2001–2002）
- 张惠Hui Zhang – bass guitar, backing vocals（2004–2007,2011–2012,2019–2020）
- 蒋伟Wei Jiang – bass guitar, backing vocals（2009–2011）
- 张向阳XiangYang Zhang – bass guitar, backing vocals（2007–2009）
- 洪京Jing Hong – bass guitar（2007）
- 王也Ye Wang – bass guitar, backing vocals（2004–2005）
- 朱涛Tao Zhu – bass guitar, backing vocals（2001–2003）
- 金刚雄Xiong – drums,percussion（2020–2021）
- 牛宏Hong Niu – drums（2009-2012,2019–2020）
- 张陆寅Luyin Zhang – drums（2008–2009）
- 吴天龙XiaoLong – drums（2007–2008）
- 张乐Le Zhang – drums（2005–2007）
- 谢靖Jing Xie – drums（2004）
- 曲晨Chen Qu – drums（2001–2002）

巡演樂手
- 邱霖Lin Qiu – bass guitar（2008）
- 孫笑Xiao Sun – bass guitar（2009）
- 吳迪Di Wu – bass guitar（2010）

重點時間軸

## NONAMEFest
NONAMEFest是The Noname自己舉辦的音樂節項目，它於2020年10月17日和18日在他們的家鄉中國西安市舉行。該音樂節是樂隊舉辦的第一個自行設立的音樂節，他們力求將其作為年度活動進行維護。除了The Noname本身參演外，還邀請了更多樂隊參加，例如Subs、Gum Bleed、Monkey Legion、P-Town和Larry's Pizza等......

由于Covid-19，第二届将推迟到 2023 年。

## 出版發行
錄音室專輯
· 《Sick And Tired...》（2007）（页面存档备份，存于） 

· 《Sick And Tired...（中國版本）》 （2007）（页面存档备份，存于） 

· 《That Is What We Believe》 （2011）（页面存档备份，存于）

· 《Best Of 2001-2021/ 20th Anniversary》（2021） 

· 《Best Of 2001-2021/ 20th Anniversary（美國版本）》（2021）
劈裂專輯
· 《Split Ep》with The Scarred（2008）（页面存档备份，存于） 

· 《Split Ep》with Dancers & Fire Panda（2011）（页面存档备份，存于）

· 《Boston To Xi'an》with Big D And The Kids Table（2021）
EP專輯
·  《We Don't Need That Shit!!!》（2004）（页面存档备份，存于）

·  《Get Free》（2006）（页面存档备份，存于）

·  《Who Will Survive》（2009）（页面存档备份，存于）
單曲
·  《We Don't need Your Rules》（2020）

·  《Bad Moon Rising（ccR Cover）》（2021）

·  《Get Free(Acoustic)》（2021）

·  《Kids Union（Feat. Knox ex-The Vibrators）》（2021） 

·  《Dragon Spirit/龍魂》（2021）

·  《No Weed/草無味》（2021）

·  《Xi'an/Ray's Coming》（2021）
合輯
·  《Various Artists Of Xi' An Rock N' Roll Music Vol.1》（2003）

·  《Next Generation》（2005）

·  《Plastic Bomb #60》（2007） 

·  《Sham 69 - If The Kids Are United》（2008）

·  《No Borders Punk Zine #2》（2009）

·  《Punk AID: Jakartacalling》（2012）

·  《KUR Punk Rock Compilation Vol.1》（2021） 

·  《Spirit of DIY / Punk & Oi Compilation Vol.5》（2021） 

·  《KUR Punk Rock Compilation Vol.2》（2022）
現場專輯
·  《Live In Xi'an at Nonamefest》 with GumBleed（2021）
參與電影
·  《The Soul In Sunshine/陽光下的霊魂》（2007）（页面存档备份，存于） 

·  《Dragon City/龍之城》（2012）（页面存档备份，存于）

## 音樂視頻
·  "Trash Violent Society"（2004）

·  "Get Free"（2007）

·  "Smash Everything"（2007）

·  "My Punk Way我的朋克之路"（2010）

·  "My Attitude我的姿態"（2010）

·  "Dragon Spirit龍魂"（2021）

·  "No Weed草無味"（2021）
  
·  "Godsend 303"（2021） 

·  "Xi'An/Ray's Coming"（2021）

## 外部連結
- 樂隊官方网站 （页面存档备份，存于）
- 姚睿Ray个人主页 （页面存档备份，存于）
- 日本第一中国摇滚网站THE NONAME （页面存档备份，存于）（日文）
- NONAMEFest （页面存档备份，存于）